# バジル・ホール・チェンバレン
バジル・ホール・チェンバレン（Basil Hall Chamberlain, 1850年10月18日 - 1935年2月15日）は、イギリスの日本研究家。東京帝国大学文学部名誉教師。明治時代の38年間(1873年-1911年）日本に滞在した。アーネスト・サトウやウィリアム・ジョージ・アストン（William George Aston）とともに、19世紀後半から20世紀初頭の最も有名な日本研究家の一人。彼は俳句を英訳した最初の人物の一人であり、日本についての事典"Things Japanese"（『日本事物誌』）や『口語日本語ハンドブック』などといった著作、『君が代』や『古事記』などの英訳、アイヌや琉球の研究で知られる。「王堂」と号して、署名には「チャンブレン」と書いた。

## 人物
チェンバレンは1850年、ポーツマス近郊のサウスシーで生まれた。父親はブラジルで生まれ育ったイギリス海軍少将のウィリアム・チェンバレン。父方の曾祖父は第8代ウェストモーランド伯爵の子ヘンリー・フェインで、祖父はその庶子でチェンバレン家を興しブラジル臨時代理大使などを務めたヘンリー・チェンバレン準男爵。母親のエリザベス・ジェインは『朝鮮・琉球航海記』の著者であるイギリス軍人バジル・ホールの娘。後にドイツに帰化した政治評論家・脚本家・人種理論家のヒューストン・チェンバレンは彼の末弟であり、リヒャルト・ワーグナーはその舅で、ワーグナー家とも晩年交流があった。

### 就学と就職
1856年、彼は母親の死によって弟たちとともに父方の祖母アン・ユージニアとヴェルサイユで暮らし、祖母と叔母らに育てられた。それ以前から英語とフランス語の両方で教育を受けていた。またフランスではドイツ語も学んだ。リスボン生まれの祖母はイギリス人の父とドイツ出身のデンマーク人の母を持ち、夫の赴任地ブラジルで子供たちを生み、帰国後もヨーロッパ各地で暮らしてきた国際的な人で、チェンバレンも祖母や叔母らの多文化な影響を受けて育った。帰国し、オックスフォード大学への進学を望んだがかなわず、チェンバレンはベアリングス銀行へ就職した。彼はここでの仕事に慣れずノイローゼとなり、その治療のためイギリスから特に目的地なく出航した。

### お雇い外国人
1873年5月29日にお雇い外国人として来日したチェンバレンは、翌1874年から1882年まで東京の海軍兵学寮（後の海軍兵学校）で英語を教えた。1882年には古事記を完訳している（KO-JI-KI or "Records of Ancient Matters"）。ついで1886年からは東京帝国大学の外国人教師となった。ここで彼は"A Handbook of Colloquial Japanese"（『口語日本語ハンドブック』、1888年）、"Things Japanese"（『日本事物誌』、1890年初版）、"A Practical Introduction to the Study of Japanese Writing"（『文字のしるべ』、1899年初版、1905年第二版）などの多くの著作を発表した。"Things Japanese"の中で新渡戸稲造の著作BUSHIDOに触れているが「ナショナリスティックな教授」(nationalistic professor)と批判的である。さらに彼はW.B.メーソンと共同で旅行ガイドブックの『マレー』の日本案内版である"A Handbook for Travellers in Japan"（1891年）も執筆し、これは多くの版を重ねた。1904年ごろから箱根の藤屋（富士屋）に逗留し近くに文庫を建てて研究を続けていたが、眼病にかかったため、1911年3月4日離日、東京帝大名誉教師となった。以降はジュネーヴに居住した。箱根宮ノ下では、堂ヶ島渓谷遊歩道をチェンバレンの散歩道と別称している。

### 交友関係

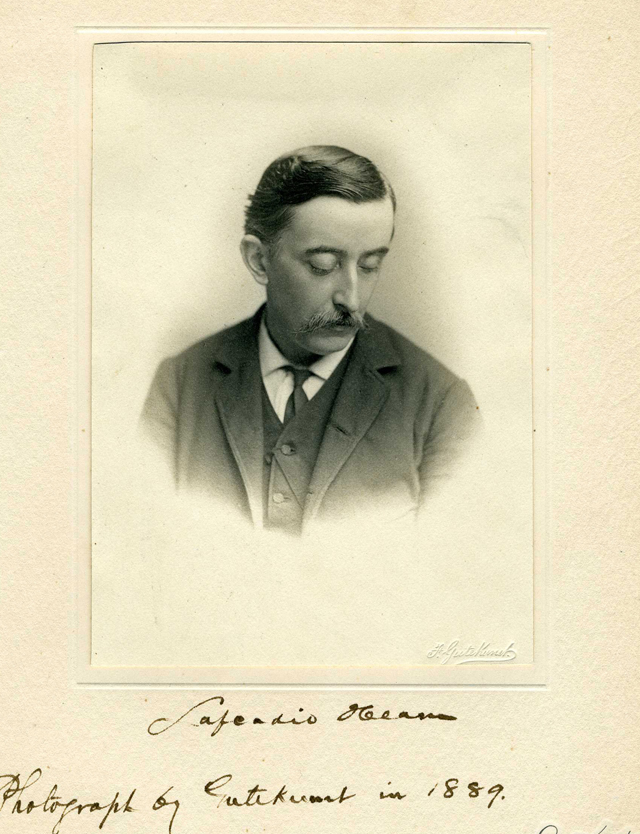
ラフカディオ・ハーン

チェンバレンはラフカディオ・ハーン（小泉八雲）と親交があった。両者はのち疎遠となってしまうが、往復書簡集が残っている。ハーンの死に際しては、追悼文を歌誌「心の花」に書いている。またチェンバレンの秘書で、親子同然の間柄でもあった杉浦藤四郎(1883–1968)の蔵書、書簡等よりなるチェンバレン・杉浦文庫が愛知教育大学にある。

## 君が代
1880年（明治13年）、日本の国歌として『君が代』が非公式に採用された。君が代は10世紀に編纂された『古今和歌集』に収録されている短歌の一つである。チェンバレンはこの日本の国歌を翻訳した。日本の国歌の歌詞とチェンバレンの訳を以下に引用する。
A thousand years of happy life be thine!

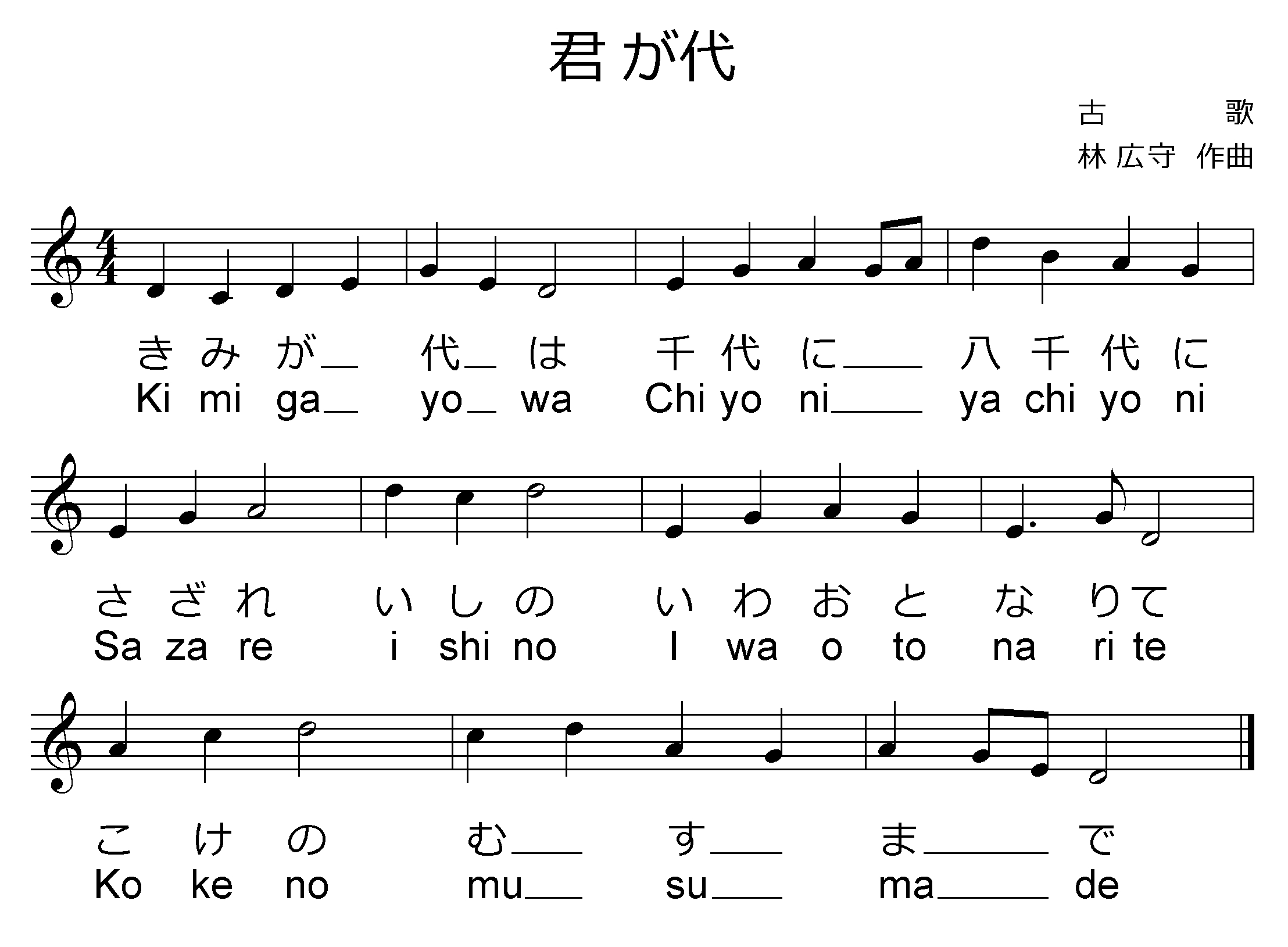
君が代の楽譜

 Live on, my Lord, till what are pebbles now,

 By age united, to great rocks shall grow,

 Whose venerable sides the moss doth line.
汝（なんじ）の治世が幸せな数千年であるように

われらが主よ、治めつづけたまえ、今は小石であるものが

時代を経て、あつまりて大いなる岩となり

神さびたその側面に苔が生（は）える日まで
この歌は皇統の永続性がテーマとされる。
和田真二郎 『君が代と萬歳』、小田切信夫『国歌君が代の研究』では、チェンバレンの英訳を高く評価している。

## 俳句
チェンバレン訳の芭蕉「古池や、蛙飛び込む、水の音」
The old pond, aye! / and the sound of a frog / leaping into the water.

## 批判
チェンバレンが日本語文法書を書いたことを国辱的と感じる谷千生や山田孝雄のような人もいた。また、彼の西洋中心主義も非難されるところであった。
チェンバレンは日本文学に対し、非常に低い評価をしており、「才能とオリジナリティ、思想、倫理的把握、奥深さ、幅広さが欠けており、詩歌も知性に欠けて可憐なだけである」と評したが、日本研究者のリチャード・バウリング（Richard Bowring）は、「チェンバレンによる和歌の翻訳は古色蒼然とした詩的表現のまわりに沢山のつぎはぎ」をしたものであり、チェンバレンの下した評価は彼が考える「英語で詩的なものとは何か」が「日本の詩歌に欠けている」という意味しかない、と批判している。また、アーサー・ウェイリーもチェンバレンの翻訳に不満を持ち、その日本文学論に反論、ラフカディオ・ハーンも、チェンバレンの『日本事物誌』の音楽、神道、文学などの項目について異を唱えた。

## 著書リスト
- The Classical Poetry of the Japanese.（1880年）
- KO-JI-KI or Records of Ancient Matters.（1882年）
- The Language, Mythology, and Geographical Nomenclature of Japan Viewed in the Light of Aino Studies.（1887年）
- Aino Folk-Tales.（1888年）
- A Handbook of Colloquial Japanese.（1888年）
- Things Japanese（1890年から1936年まで、6版を重ねた）
- A Handbook for Travellers in Japan（第3版、1891年。W.B.メーソンとの共著。これ以前の版にはチェンバレンの手は入っていない）
- Essay in aid of a grammar and dictionary of the Luchuan language.（1895年）
- A Practical Introduction to the Study of Japanese Writing (Moji no Shirube)(初版1899年、第2版1905年）
- "Bashō and the Japanese Poetical Epigram." Asiatic Society of Japan, vol. 2, no. 30, 1902 (some of his translations are included in Faubion Bowers' "The Classic Tradition of Haiku: An Anthology", Dover Publications, 1996, 78pp. ISBN 0-486-29274-6)
- Japanese Poetry. 1910.
- The Invention of a New Religion. 1912. web page, plain text Incorporated within Things Japanese from 1927.
- Huit Siècles de poesie française. 1927.
- . . . encore est vive la Souris.（1933年）

## 日本語訳
- 日本上古史評論 チャンバーレン　飯田永夫訳 史学協会出版局 1888 NDLJP:772280
- 戦時日本の内情を衝く チヤンバーレン 上村文三訳補 大文字書院 1938 国立国会図書館書誌ID:000000661123
- 鼠はまだ生きている B.H.チェムバレン 吉阪俊蔵訳[15] 岩波新書 1939 - ジュネーブで隠遁していた時にイギリスの新聞が死亡記事を書いた顛末 国立国会図書館書誌ID:000000789029
- 日本事物誌　高梨健吉訳、平凡社〈東洋文庫〉全2巻 1969、ワイド版2004 国立国会図書館書誌ID:000001231756, 国立国会図書館書誌ID:000001231757
- 王堂チェンバレン その琉球研究の記録 山口栄鉄編訳 琉球文化社 1976 国立国会図書館書誌ID:000001222677
- 日琉語比較文典 山口栄鉄編訳 琉球文化社 1976 国立国会図書館書誌ID:000001245532
- 日本人の古典詩歌 川村ハツエ訳 七月堂 1987 国立国会図書館書誌ID:000001877591
- チェンバレンの明治旅行案内 横浜・東京編、W.B.メーソンと共著、楠家重敏訳 新人物往来社 1988 ISBN 4-404-01450-3
- 日本口語文典 全訳 チャンブレン　丸山和雄・岩崎攝子訳 おうふう 1999 復刻 ISBN 4-273-03083-7
- 日本語口語入門 第2版 大久保恵子編・訳 笠間書院 1999 復刻 ISBN 4-305-10327-3
- 琉球語の文法と辞典 日琉語比較の試み 山口栄鉄編訳 琉球新報社 2005 ISBN 4-89742-065-2
- 文字のしるべ　影印・研究 岡墻裕剛編著 勉誠出版 2008 復刻 ISBN 978-4-585-03219-9

## 伝記
- 佐佐木信綱編『王堂チェンバレン先生』好学社 1948 国立国会図書館書誌ID:000000839447
- 『近代文学研究叢書 第38巻　江見水蔭 B・H・チェンバレン 坪内逍遙』昭和女子大学近代文化研究所 1973 国立国会図書館書誌ID:000001250702
- 太田雄三『B.H.チェンバレン 日欧間の往復運動に生きた世界人』リブロポート（シリーズ民間日本学者） 1990 ISBN 4-8457-0484-6
- 楠家重敏『ネズミはまだ生きている　チェンバレンの伝記』雄松堂出版「東西交流叢書」1986、新版2010 ISBN 4-8419-0573-1